# 洪安通
洪安通是金庸武俠小說《鹿鼎記》中的虛構人物，是神龍教的教主，蘇荃之夫，也是整部鹿鼎記裡武功第一的最強高手，只有九難師太、何惕守及神拳無敵歸辛樹方可與之匹敵。他喜歡聽教徒的奉承，要教徒參見他時祝他「仙福永享，壽與天齊」，為人刻薄寡恩且心狠手辣。後因教徒背叛，跟无根道人、许雪亭、张淡月、胖头陀激战力歇至两败俱亡，死于神龍島岸邊，死前仍能輕鬆應付一干武功高強幹部的圍攻並全數擊殺，可見其武藝之高。為金庸小說武功絕頂高手之一。